# Coccomyces irretitus
Coccomyces irretitus är en svampart som beskrevs av Sherwood 1980. Coccomyces irretitus ingår i släktet Coccomyces och familjen Rhytismataceae.   Inga underarter finns listade i Catalogue of Life.